# Sierosławice (Opole)
Pour les articles homonymes, voir Sierosławice.
Sierosławice est une localité polonaise de la gmina de Byczyna, située dans le powiat de Kluczbork en voïvodie d'Opole.